# Brinches
Brinches é uma povoação portuguesa sede da Freguesia de Brinches do Município de Serpa, freguesia com 92,27 km² de área e 930 habitantes (censo de 2021)., tendo, por isso, uma densidade populacional de 10,1 hab./km².

## Demografia
A população registada nos censos foi:
| Distribuição da População por Grupos Etários | Distribuição da População por Grupos Etários | Distribuição da População por Grupos Etários | Distribuição da População por Grupos Etários | Distribuição da População por Grupos Etários |
| -------------------------------------------- | -------------------------------------------- | -------------------------------------------- | -------------------------------------------- | -------------------------------------------- |
| Ano                                          | 0-14 Anos                                    | 15-24 Anos                                   | 25-64 Anos                                   | > 65 Anos                                    |
| 2001                                         | 140                                          | 121                                          | 580                                          | 334                                          |
| 2011                                         | 120                                          | 81                                           | 498                                          | 340                                          |
| 2021                                         | 83                                           | 93                                           | 434                                          | 320                                          |